# Dymasius querceus
Dymasius querceus es una especie de escarabajo del género Dymasius, familia Cerambycidae. Fue descrita científicamente por Holzschuh en 2015.
Habita en China. Los machos y las hembras miden aproximadamente 31-35 mm. El período de vuelo de esta especie ocurre en el mes de julio.